# Robin Olsson (ishockeyspelare, född februari 1989)
Robin Olsson, född 5 februari 1989, är en svensk före detta professionell ishockeyspelare (back).
Åren 2007-2008 och 2010-2020 spelade Olsson för Tingsryds AIF. 2015 var han med och avancerade Tingsryds AIF från Division 1 till Hockeyallsvenskan.